# La Nigérienne
"La Nigérienne" (en español: La Nigerina) fue el himno nacional de Níger. La letra es de Maurice Albert Thiriet. Jacquet Robert y Nicolás Abel François Frionnet escribieron la música. Fue adoptado como himno de Níger en 1961 hasta el 22 de junio de 2023.
El 21 de noviembre de 2019, el presidente de la República Mahamadou Issoufou anunció que decidió cambiar el himno nacional. Un comité presidido por el primer ministro Birgi Rafini está "encargado de reflexionar sobre el himno actual proporcionando correcciones" y "si es posible encontrar un nuevo himno que responda al contexto actual de Níger". Creado en 2018, está compuesto por varios miembros del Gobierno y unos quince "expertos con experiencia en escritura y composición musical".
Para Assamana Malam Issa, Ministro de Renacimiento Cultural, "Debemos encontrar un himno que pueda galvanizar a la población, ser para nosotros una especie de grito de guerra que toque nuestra fibra patriótica".
El 22 de junio de 2023, el parlamento nigerino adoptó L'Honneur de la Patrie como nuevo himno de Níger.

## Letra
Letra en francés
```
Auprès du grand Niger puissant
Qui rend la nature plus belle,
Soyons fiers et reconnaissants
De notre liberté nouvelle !
```

```
Evitons les vaines querelles
Afín d'épargner notre sang,
Et que les glorieux accents
De notre race soit sans tutelle !
```

```
S'élève dans un même élan
Jusqu'à ce ciel éblouissant,
Où veille son âme éternelle
Qui fera le pays plus grand !
```

```
Coro
```

```
Debout ! Niger ! Debout !
Que notre œuvre féconde
Rajeunisse le cœur de ce vieux continent !
Et que ce chant s'entende
Aux quatre coins du monde
Comme le cri d'un peuple équitable et vaillant!
```

```
Debout ! Niger ! Debout!
Sur le sol et sur l'onde,
Au son des tam-tams
Dans leur rythme grandissant,
Restons unis toujours,
Et que chacun réponde
A ce noble avenir
Qui nous dit: - En avant !
```

Letra en inglés
```
Throughout great powerful Niger
Which makes nature more beautiful,
Let us be proud and grateful
For our newfound freedom!
```

```
Let us avoid vain quarrels
In order to spare ourselves bloodshed,
And may the glorious voices
Of our race be free of domination!
```

```
Let us rise in a single leap
As high as the dazzling sky,
Where stands guard its eternal soul
Which will make the country greater!
```

```
Coro:
```

```
Arise! Niger! Arise!
May our fruitful labors
Rejuvenate the heart of this old continent!
And may the song be heard
In the four corners of the Earth
As the cry of a fair and valiant people!
```

```
Arise! Niger! Arise!
On the ground and on the wave,
To the sound of the drums
In their growing rhythms
Let us always remain united,
And may each one respond
To this noble future
Which tells us: - Go forward!
```

- Datos: Q217535